# Rügensche Kleinbahn
| Kopfbahnhof Streckenanfang (Strecke außer Betrieb)                                           | 0,0   | Altefähr (zur Strecke Stralsund–Sassnitz)    | Altefähr (zur Strecke Stralsund–Sassnitz)    |
| Blockstelle (Strecke außer Betrieb)                                                          | 2,60  | Ladestelle Jarkvitz (1919–ca. 1955)          | Ladestelle Jarkvitz (1919–ca. 1955)          |
| Blockstelle (Strecke außer Betrieb)                                                          | 3,55  | Ladestelle Saalkow (1928–ca. 1955)           | Ladestelle Saalkow (1928–ca. 1955)           |
| Bahnhof (Strecke außer Betrieb)                                                              | 4,10  | Nesebanz                                     | Nesebanz                                     |
| Bahnhof (Strecke außer Betrieb)                                                              | 5,67  | Gustow                                       | Gustow                                       |
| Haltepunkt / Haltestelle (Strecke außer Betrieb)                                             | 7,10  | Prosnitz (Rüg)                               | Prosnitz (Rüg)                               |
| Haltepunkt / Haltestelle (Strecke außer Betrieb)                                             | 7,65  | Benz                                         | Benz                                         |
| Bahnhof (Strecke außer Betrieb)                                                              | 8,55  | Sissow                                       | Sissow                                       |
| Blockstelle (Strecke außer Betrieb)                                                          | 9,68  | Ladestelle Venzvitz                          | Ladestelle Venzvitz                          |
| Haltepunkt / Haltestelle (Strecke außer Betrieb)                                             | 10,50 | Glutzow                                      | Glutzow                                      |
| Blockstelle (Strecke außer Betrieb)                                                          | 11,02 | Ladestelle Ueselitz                          | Ladestelle Ueselitz                          |
| Bahnhof (Strecke außer Betrieb)                                                              | 12,55 | Poseritz                                     | Poseritz                                     |
| Haltepunkt / Haltestelle (Strecke außer Betrieb)                                             | 14,15 | Zeiten                                       | Zeiten                                       |
| Bahnhof (Strecke außer Betrieb)                                                              | 15,17 | Neparmitz                                    | Neparmitz                                    |
| Blockstelle (Strecke außer Betrieb)                                                          | 15,95 | Ladestelle Mellnitz                          | Ladestelle Mellnitz                          |
| Bahnhof (Strecke außer Betrieb)                                                              | 17,06 | Puddemin                                     | Puddemin                                     |
| Abzweig geradeaus und von rechts (Strecke außer Betrieb)                                     |       | Agl. Puddemin Hafen                          | Agl. Puddemin Hafen                          |
| Haltepunkt / Haltestelle (Strecke außer Betrieb)                                             | 17,97 | Groß-Schoritz                                | Groß-Schoritz                                |
| Haltepunkt / Haltestelle (Strecke außer Betrieb)                                             | 19,50 | Wendorf                                      | Wendorf                                      |
| Haltepunkt / Haltestelle (Strecke außer Betrieb)                                             | 20,65 | Renz                                         | Renz                                         |
| Haltepunkt / Haltestelle (Strecke außer Betrieb)                                             | 22,40 | Garz West                                    | Garz West                                    |
| Abzweig geradeaus und nach links (Strecke außer Betrieb)                                     |       | Kreidebahn Stubben (bis 1945)                | Kreidebahn Stubben (bis 1945)                |
| Brücke (Strecke außer Betrieb)                                                               |       |                                              |                                              |
| Bahnhof (Strecke außer Betrieb)                                                              | 23,19 | Garz (Rügen)                                 | Garz (Rügen)                                 |
| Haltepunkt / Haltestelle (Strecke außer Betrieb)                                             | 26,91 | Karnitz                                      | Karnitz                                      |
| Haltepunkt / Haltestelle (Strecke außer Betrieb)                                             | 29,62 | Ketelshagen                                  | Ketelshagen                                  |
| Kreuzung (Strecken außer Betrieb)                                                            |       | 600-mm-Feldbahn einer Ziegelei               | 600-mm-Feldbahn einer Ziegelei               |
| Haltepunkt / Haltestelle (Strecke außer Betrieb)                                             | 31,61 | Güstelitz                                    | Güstelitz                                    |
| Blockstelle (Strecke außer Betrieb)                                                          | 32,92 | Ladestelle Darsband                          | Ladestelle Darsband                          |
| Haltepunkt / Haltestelle (Strecke außer Betrieb)                                             | 33,40 | Putbus West                                  | Putbus West                                  |
| Blockstelle (Strecke außer Betrieb)                                                          | 34,35 | Ladestelle Bergener Reichsstraße (1931–1959) | Ladestelle Bergener Reichsstraße (1931–1959) |
| Strecke nach halblinks und von rechts · Verschwenkung nach links (Strecke außer Betrieb)     |       | von Lauterbach Mole (Dreischienengleis)      | von Lauterbach Mole (Dreischienengleis)      |
| Bahnhof · Strecke (außer Betrieb)                                                            | 35,5  | Putbus                                       | Putbus                                       |
| Abzweig geradeaus und nach links · Kreuzung geradeaus oben (Strecke geradeaus außer Betrieb) |       | nach Bergen auf Rügen (Regelspur)            | nach Bergen auf Rügen (Regelspur)            |
|                                                                                              |       |                                              |                                              |
| Haltepunkt / Haltestelle                                                                     | 37,10 | Beuchow (seit 1990)                          | Beuchow (seit 1990)                          |
| ehemaliger Haltepunkt / Haltestelle                                                          | 37,80 | Lonvitz (bis 1942)                           | Lonvitz (bis 1942)                           |
| Dienststation / Betriebs- oder Güterbahnhof                                                  | 38,75 | Posewald Kreuzung                            | Posewald Kreuzung                            |
| Haltepunkt / Haltestelle                                                                     | 39,05 | Posewald                                     | Posewald                                     |
| Bahnhof                                                                                      | 41,32 | Seelvitz                                     | Seelvitz                                     |
| Bahnübergang                                                                                 |       | B 196                                        | B 196                                        |
| Haltepunkt / Haltestelle                                                                     | 43,35 | Serams                                       | Serams                                       |
| Bahnhof                                                                                      | 46,12 | Binz LB (1949–1996: Binz Ost)                | Binz LB (1949–1996: Binz Ost)                |
| Haltepunkt / Haltestelle                                                                     | 48,46 | Jagdschloß                                   | Jagdschloß                                   |
| Bahnhof                                                                                      | 49,82 | Garftitz                                     | Garftitz                                     |
| Haltepunkt / Haltestelle                                                                     | 53,10 | Sellin (Rügen) West (bis 1949, seit 2011)    | Sellin (Rügen) West (bis 1949, seit 2011)    |
| Bahnübergang                                                                                 |       | B 196                                        | B 196                                        |
| Bahnhof                                                                                      | 54,30 | Sellin (Rügen) Ost                           | Sellin (Rügen) Ost                           |
| Bahnhof                                                                                      | 55,58 | Baabe                                        | Baabe                                        |
| Bahnübergang                                                                                 |       | B 196                                        | B 196                                        |
| Haltepunkt / Haltestelle                                                                     | 57,30 | Philippshagen                                | Philippshagen                                |
| Kopfbahnhof Streckenende                                                                     | 59,46 | Göhren (Rügen)                               | Göhren (Rügen)                               |

| Kopfbahnhof Streckenanfang (Strecke außer Betrieb)        | 0,0   | Bergen Ost (1940–1949 Bergen Landesbahn) (zur Strecke Stralsund–Sassnitz) | Bergen Ost (1940–1949 Bergen Landesbahn) (zur Strecke Stralsund–Sassnitz) |
|                                                           |       |                                                                           |                                                                           |
| Haltepunkt / Haltestelle (Strecke außer Betrieb)          | 4,58  | Thesenvitz                                                                | Thesenvitz                                                                |
| Bahnhof (Strecke außer Betrieb)                           | 5,40  | Lipsitz                                                                   | Lipsitz                                                                   |
| Bahnhof (Strecke außer Betrieb)                           | 7,03  | Patzig (Rügen)                                                            | Patzig (Rügen)                                                            |
| Haltepunkt / Haltestelle (Strecke außer Betrieb)          | 8,10  | Neu Kartzitz (seit ca. 1950)                                              | Neu Kartzitz (seit ca. 1950)                                              |
| Abzweig geradeaus und von rechts (Strecke außer Betrieb)  | 9,63  | Anschluss Gut Kartzitz (bis ca. 1955)                                     | Anschluss Gut Kartzitz (bis ca. 1955)                                     |
| Bahnhof (Strecke außer Betrieb)                           | 9,63  | Kartzitz                                                                  | Kartzitz                                                                  |
| Bahnhof (Strecke außer Betrieb)                           | 10,56 | Bubkevitz                                                                 | Bubkevitz                                                                 |
| Bahnhof (Strecke außer Betrieb)                           | 12,45 | Zirmoisel                                                                 | Zirmoisel                                                                 |
| Bahnhof (Strecke außer Betrieb)                           | 14,04 | Tribbevitz                                                                | Tribbevitz                                                                |
| Bahnhof (Strecke außer Betrieb)                           | 15,07 | Neuendorf (Rügen)                                                         | Neuendorf (Rügen)                                                         |
| Abzweig geradeaus und nach rechts (Strecke außer Betrieb) | 16,7  | Anschluss Kiesgrube (1918–ca. 1958)                                       | Anschluss Kiesgrube (1918–ca. 1958)                                       |
| Bahnhof (Strecke außer Betrieb)                           | 17,71 | Jabelitz                                                                  | Jabelitz                                                                  |
| Bahnhof (Strecke außer Betrieb)                           | 18,53 | Trent                                                                     | Trent                                                                     |
| Haltepunkt / Haltestelle (Strecke außer Betrieb)          | 20,10 | Tribkevitz                                                                | Tribkevitz                                                                |
| Haltepunkt / Haltestelle (Strecke außer Betrieb)          | 21,73 | Büssow (bis 1918)                                                         | Büssow (bis 1918)                                                         |
| Bahnhof (Strecke außer Betrieb)                           | 22,67 | Wittower Fähre                                                            | Wittower Fähre                                                            |
| Eisenbahnfähre (Strecke außer Betrieb)                    |       | Wittower Fähre (350 m)                                                    | Wittower Fähre (350 m)                                                    |
| Bahnhof (Strecke außer Betrieb)                           | 23,15 | Fährhof                                                                   | Fährhof                                                                   |
| Bahnhof (Strecke außer Betrieb)                           | 28,49 | Woldenitz                                                                 | Woldenitz                                                                 |
| Bahnhof (Strecke außer Betrieb)                           | 29,11 | Schmantevitz                                                              | Schmantevitz                                                              |
| Bahnhof (Strecke außer Betrieb)                           | 30,24 | Bohlendorf                                                                | Bohlendorf                                                                |
| Bahnhof (Strecke außer Betrieb)                           | 33,29 | Wiek (Rügen)                                                              | Wiek (Rügen)                                                              |
| Haltepunkt / Haltestelle (Strecke außer Betrieb)          | 34,47 | Buhrkow Abzw (1918–1955)                                                  | Buhrkow Abzw (1918–1955)                                                  |
| Abzweig geradeaus und nach links (Strecke außer Betrieb)  |       | Abzweig nach Bug                                                          | Abzweig nach Bug                                                          |
| Haltepunkt / Haltestelle (Strecke außer Betrieb)          | 35,83 | Lüttkevitz                                                                | Lüttkevitz                                                                |
| Haltepunkt / Haltestelle (Strecke außer Betrieb)          | 36,36 | Lanckensburg                                                              | Lanckensburg                                                              |
| Kopfbahnhof Streckenende (Strecke außer Betrieb)          | 37,70 | Altenkirchen (Rügen)                                                      | Altenkirchen (Rügen)                                                      |

| Strecke (außer Betrieb)                                   |     | von Bergen                | von Bergen                |
| Abzweig geradeaus und nach rechts (Strecke außer Betrieb) |     | nach Altenkirchen (Rügen) | nach Altenkirchen (Rügen) |
| Bahnhof (Strecke außer Betrieb)                           | 0,0 | Buhrkow Abzw              | Buhrkow Abzw              |
| Haltepunkt / Haltestelle (Strecke außer Betrieb)          | 1,7 | Gramtitz-Starrvitz        | Gramtitz-Starrvitz        |
| Haltepunkt / Haltestelle (Strecke außer Betrieb)          | 3,3 | Lancken                   | Lancken                   |
| Haltepunkt / Haltestelle (Strecke außer Betrieb)          | 4,8 | Dranske Gut               | Dranske Gut               |
| Haltepunkt / Haltestelle (Strecke außer Betrieb)          | 6,3 | Dranske Dorf              | Dranske Dorf              |
| Kopfbahnhof Streckenende (Strecke außer Betrieb)          | 8,1 | Bug                       | Bug                       |

Die Rügensche Kleinbahn (RüKB) war eine Aktiengesellschaft, die ab 1895 auf der Insel Rügen eine Kleinbahn mit 750 mm Spurweite aufgebaut hatte. Das Schmalspurbahnnetz erreichte 1899 mit drei Strecken seine maximale Länge von 97,3 km. Nach mehreren Besitzerwechseln und Stilllegungen von Streckenteilen wird derzeit nur noch die ursprüngliche Strecke über Binz zwischen Putbus und Göhren betrieben, die 1999 von Putbus nach Lauterbach Mole verlängert worden ist. Auf der 24,1 km langen Strecke verkehren Dampflokomotiven und Wagen, die teilweise fast 100 Jahre alt sind. Im Volksmund werden die Züge Rasender Roland genannt.
Im Nahverkehr von Mecklenburg-Vorpommern wird die Strecke als RB 32 bezeichnet. Eigentümer und Betreiber der Strecke ist seit 2008 die Eisenbahn-Bau- und Betriebsgesellschaft Pressnitztalbahn (PRESS) mit Sitz im sächsischen Jöhstadt. Auf Rügen ist die Gesellschaft unter dem Namen ihres Geschäftsbereichs Rügensche BäderBahn (RüBB) tätig.

## Gründung der Kleinbahn-AG

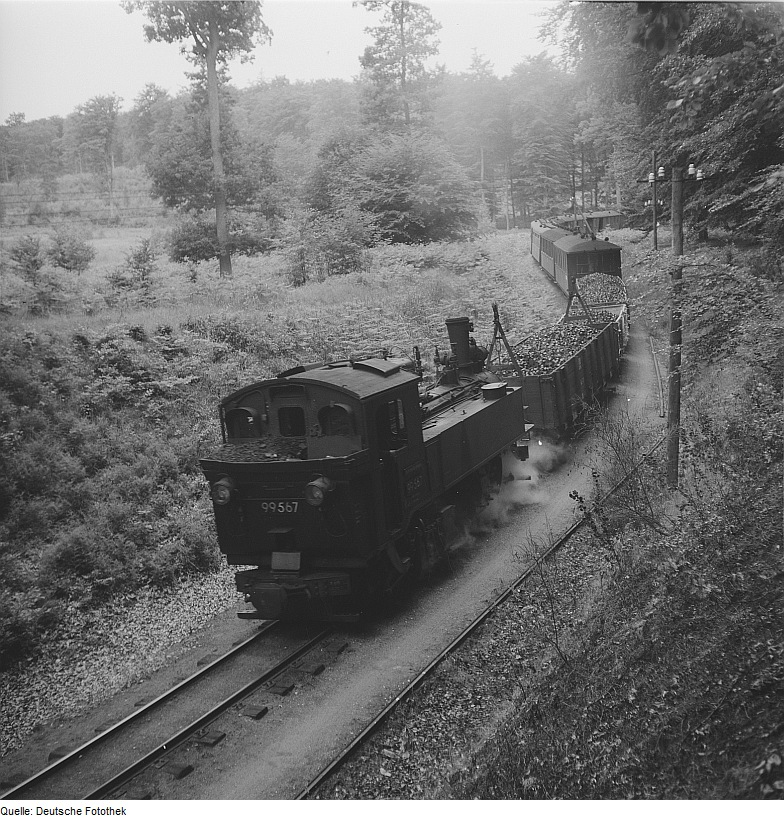
Eine der auf Rügen eingesetzten sä IV K, die 99 567, nach der Übernahme durch die DR

Das Eisenbahnzeitalter begann auf Rügen 1893 mit der Inbetriebnahme der Vollbahnstrecke von Altefähr nach Bergen durch die Preußische Staatseisenbahnen (siehe Bahnstrecke Stralsund–Sassnitz). Zeitgleich ging auch die Trajektverbindung über den Strelasund von Altefähr nach Stralsund in Betrieb, wodurch die Inselbahn an das Festlandsnetz angeschlossen war. Mit dem weiteren Ausbau des Normalspurnetzes nach Sassnitz und Putbus wünschten sich auch weitere Bewohner und besonders die landwirtschaftlichen Unternehmen der Inselregion einen Anschluss an das Netz. Jedoch zeigte der preußische Staat kein Interesse, die weit verstreut liegenden Ortschaften auf seine Kosten zu verbinden, da sich der Betrieb nicht rentieren würde.
Private Bemühungen führten zu einem ersten Streckenprojekt einer Tertiärbahn (Bahn dritter Ordnung oder Kleinbahn) zwischen Putbus und Binz, für das im Frühjahr 1892 die Vermessungsarbeiten stattfanden. Das Projekt erhielt durch das preußische Gesetz über Kleinbahnen und Privatanschlußbahnen indirekte Unterstützung, weil danach geplante „Bahnen unterster Ordnung“ einen erheblich geringeren Bau- und Betriebsaufwand erforderlich machten. Daher wurde schon eine zweite Strecke von Bergen in Richtung Norden beschlossen und auch eine Verbindung von Putbus nach Altefähr ins Auge gefasst. Die Ausführung als 750-mm-Schmalspurbahn lag darin begründet, dass der Provinzialausschuss Pommern am 12. Juni 1894 beschlossen hatte, dass nur noch Kleinbahnen in dieser Spurweite finanziell unterstützt wurden.
Am 26. Februar 1895 erfolgte die Gründung der RüKB AG mit einem Anfangskapital von 2.332.000 Reichsmark (RM), nach heutigem Wert ca. 14 Mio. €. Beteiligte waren:
- die Provinz Pommern mit 569.000 RM
- die Firma Lenz & Co. mit 856.000 RM
- der Kreis Rügen mit 600.000 RM
- Privatpersonen mit 7.000 RM

Hinzu kam ein Darlehen des Preußischen Staats in Höhe von 300.000 RM. Damit war die Finanzierung gesichert, sodass die Arbeiten beginnen konnten. Für die Bauausführung wurde die Firma Lenz & Co. beauftragt, die schon die vorbereitenden Arbeiten durchgeführt hatte und auch die Betriebsführung übernehmen sollte. Im Juni 1895 erteilte der Regierungspräsident Stralsund die Bau- und Betriebskonzession an Lenz & Co. Die weitere Entwicklung bis 1949 vollzog sich in der Organisation Pommersche Landesbahnen (Stettin).

## Streckenbau

### Oststrecke Putbus–Binz–Göhren
| Streckenabschnitt      | Eröffnungsdatum  |
| ---------------------- | ---------------- |
| Putbus–Binz            | 22. Juli 1895    |
| Binz–Sellin West       | 20. März 1896    |
| Sellin West–Sellin Ost | 23. Mai 1896     |
| Sellin Ost–Göhren      | 13. Oktober 1899 |

Der Streckenbau der Kleinbahn begann mit der Oststrecke zwischen Putbus und Binz, die am 21. Juli 1895 feierlich eröffnet werden konnte. Der Eröffnungszug benötigte für die rund 11 Kilometer lange Strecke eine Fahrzeit von fast drei Stunden. Der anschließend begonnene Personenverkehr wurde gut angenommen und erfolgte mit täglich zwei Zugpaaren. Der Güterverkehr konnte im Oktober des Jahres aufgenommen werden. Ein Jahr später war die Streckenverlängerung bis Sellin Ost fertiggestellt und wurde am 3. Juli 1896 eröffnet. Um auch den Badeort Göhren anzuschließen, erfolgte bis 1899 eine weitere Verlängerung der Oststrecke. Die hohe Nachfrage und damit gute Auslastung der Züge trug sehr für die positive Entwicklung der Badeorte an der Strecke bei.
Zwischen 1901 und 1916 verkehrten Züge zwischen Binz und Putbus, die Publikum zur Abendvorstellung im Putbuser Theater und wieder zurückbrachten. Diese Züge hatten sogar einen Küchenwagen und machten die Strecke zur einzigen deutschen Schmalspurbahn, auf der warme Mahlzeiten bei der Fahrt angeboten wurden. Der Hauptaktionär und große Unterstützer der Kleinbahn war Fürst Wilhelm Malte zu Putbus, der für die Strecke über einen eigenen Salonwagen verfügte.

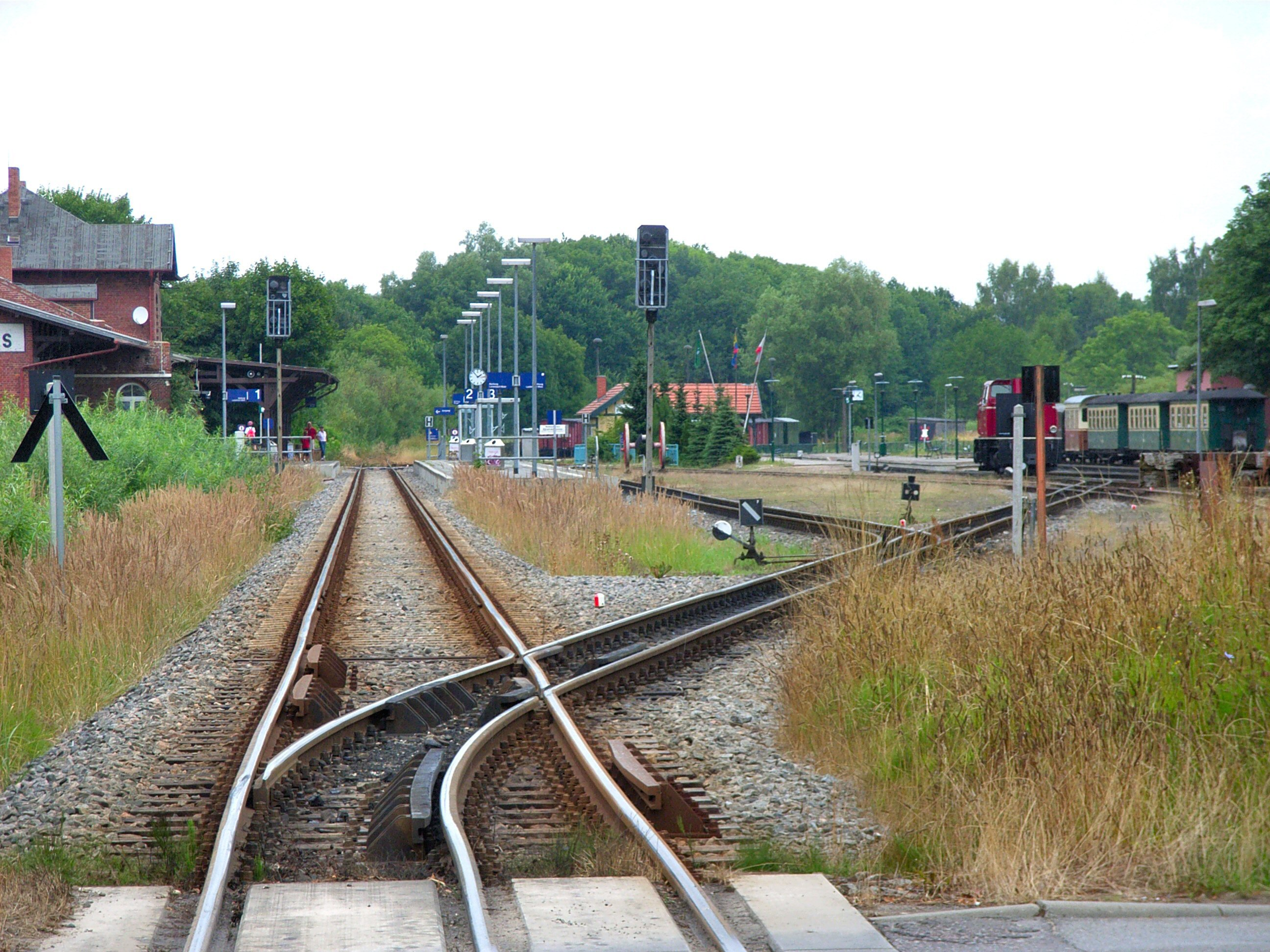
Ein Dreischienengleis ermöglicht seit 1999 die Weiterfahrt auf der Strecke Putbus–Lauterbach

Mitte der 1970er Jahre drohte aufgrund der zunehmenden Motorisierung auch dieser Strecke, wie vorher schon bei den anderen beiden erfolgt, die Stilllegung. Zum Erhalt der bisher erfolgreichen Oststrecke stellte der Rat des Bezirks Rostock im März 1976 die Strecke unter Denkmalschutz. Durch die Initiative des „Deutschen Modelleisenbahn-Verbands der DDR“ kamen die Mitglieder zu Arbeitseinsätzen nach Rügen, um den Rest des Schmalspurnetzes zu erhalten.
Bei einem Gleisumbau von 1977 bis 1979 wurde die Strecke Putbus–Göhren mit Oberbau K und größtenteils der Schienenform S 33 ausgerüstet. Bei erneuten Umbauten zu Anfang der 1990er Jahre wurden Schienen der Form S 49 eingebaut und die Kies- durch lagestabilere Schotterbettung ersetzt.
Seit dem 28. Mai 1999 ist die Weiterfahrt der Schmalspurzüge von Putbus bis Lauterbach Mole möglich. Auf diesem Abschnitt der seit 1889 bestehenden Regelspurstrecke Bergen–Putbus–Lauterbach wurde in das Streckengleis eine dritte Schiene eingebaut. Eine Umsetzmöglichkeit für die Lokomotiven besteht in Lauterbach Mole allerdings nicht, der Zugbetrieb erfordert den Einsatz einer zusätzlichen Lokomotive.
- Videos zur Fahrt von Göhren nach Putbus LB (LB = Landesbahn)

- Göhren–Sellin Ost
- Sellin Ost–Garftitz
- Garftitz–Serams
- Serams–Putbus LB

### Weststrecke Putbus–Altefähr
| Streckenabschnitt      | Eröffnungsdatum |
| ---------------------- | --------------- |
| Altefähr–Putbus        | 4. Juli 1896    |
| Putbus–Lauterbach Mole | 28. Mai 1999    |

Zur Bedienung der Orte westlich von Putbus wurde gleichzeitig die Strecke über Garz von Putbus nach Altefähr angelegt. Die Eröffnung der 35 km langen Strecke erfolgte am 4. Juli 1896, sie endete am regelspurigen Fährbahnhof der Staatsbahn am Strelasund, wo anfänglich noch ein eigener Kai existierte. Die verschlungene Streckenführung war neben der Topografie dem Bedarf verstreut liegender landwirtschaftlicher Güter geschuldet, die für den Absatz ihrer Produkte möglichst nahe Verladepunkte haben wollten. Diese mussten dafür das Land kostenlos für die Streckenführung zur Verfügung stellen. Der Personenverkehr konnte aber nie den Umfang der Oststrecke erreichen, jedoch war der Abschnitt für den Güterverkehr von großer Bedeutung. Die gute Nachfrage erforderte an der Strecke die Schaffung weiterer Ladestellen und längerer Ladegleise. In Garz bestand lange Zeit ein Anschluss zur Feldbahnstrecke in die nahe gelegene Kreidegrube.
In den 1960er Jahren verlor die Strecke im Güterverkehr ihre Bedeutung, da immer mehr Transporte auf den Straßenverkehr übergingen. Die Rekonstruktion der in den Kriegs- und Nachkriegsjahren und durch die veränderten Verkehrsverhältnisse vernachlässigten Anlagen war nicht mehr vertretbar. Im Dezember 1967 wurde der Verkehr zwischen Putbus und Altefähr eingestellt und die Strecke später abgebaut.

### Nordstrecke Bergen–Altenkirchen (Rügen)
| Streckenabschnitt                  | Eröffnungsdatum   |
| ---------------------------------- | ----------------- |
| Bergen–Wittower Fähre              | 21. Dezember 1896 |
| Fährhof–Altenkirchen (Rügen)       | 21. Dezember 1896 |
| Buhrkow Abzweig–Starrvitz-Gramtitz | 1. November 1918  |
| Starrvitz-Gramtitz–Bug             | 16. Dezember 1918 |

Nachdem die wichtigsten Arbeiten an der Oststrecke erledigt waren, ging man an den Bau der Nordstrecke. Ohne Verbindung zur Oststrecke hatte sie ihren Ausgangspunkt am Staatsbahnhof von Bergen und führte bis zur Wittower Fähre am Rassower Strom, um die Gutsbetriebe im Norden anzuschließen. Da auch der Kreidehafen von Wiek bedient werden sollte, war eine Fortsetzung der Strecke auf der Halbinsel Wittow nach Altenkirchen vorgesehen. Zur Überquerung der Meerenge sahen die Planungen einen Damm mit Drehbrücke vor, wogegen sich die örtlichen Fischer zur Wehr setzten. Zusätzliche Schwierigkeiten ergaben sich aus den Probebohrungen für die Gründung. Der Untergrund war nicht ausreichend tragfähig, sodass dadurch die Baukosten erheblich höher anzusetzen waren und die Bauzeit auf fast zwei Jahre steigen würde. Daher beschloss man, das Projekt fallenzulassen und stattdessen eine Trajektverbindung zum Fährhof auf Wieker Seite einzurichten.
Die Ankäufe von Grund und Boden für den ersten Streckenabschnitt von Bergen bis zum Rassowstrom sorgten für Verzögerungen und Umplanungen beim Bau, sodass der geplante Betriebsbeginn im Herbst 1896 nicht gehalten werden konnte. Jedoch konnten auf dem Abschnitt vom Fährhof auf der Halbinsel Wittow nach Altenkirchen erste Transporte zum Hafen Wiek stattfinden. Im Dezember 1896 fuhr der erste Probezug über die Gesamtstrecke von Bergen nach Altenkirchen mit Trajektierung an der Wittower Fähre. Nach Vorliegen der baupolizeilichen Abnahmen war die offizielle Eröffnung am 21. Dezember 1896. Der tägliche Betrieb über die 37,9 km lange Strecke erfolgte zunächst mit zwei Zugpaaren. Im Mittelpunkt stand der Güterverkehr für das landwirtschaftlich geprägte Hinterland. Für den Ausflugsverkehr auf der Insel Rügen hatte die Strecke keine Bedeutung.
Probleme bereitete immer wieder der Fährverkehr über den Rassowstrom. Bei extremen Niedrigwasser oder im Winter bei Eisgang musste der Betrieb eingestellt werden. Daneben stellte sich heraus, dass die beschafften zwei dampfbetriebenen Fährschiffe WITTOW und JASMUND in ihrer Leistung zu schwach waren und in der starken Strömung vom Fahrweg abdriften konnten. Daher wurde die JASMUND 1911 abgegeben und dafür die JASPER VON MALTZAHN in Dienst gestellt. Dieses Schiff erhielt 1949 den Namen BERGEN.

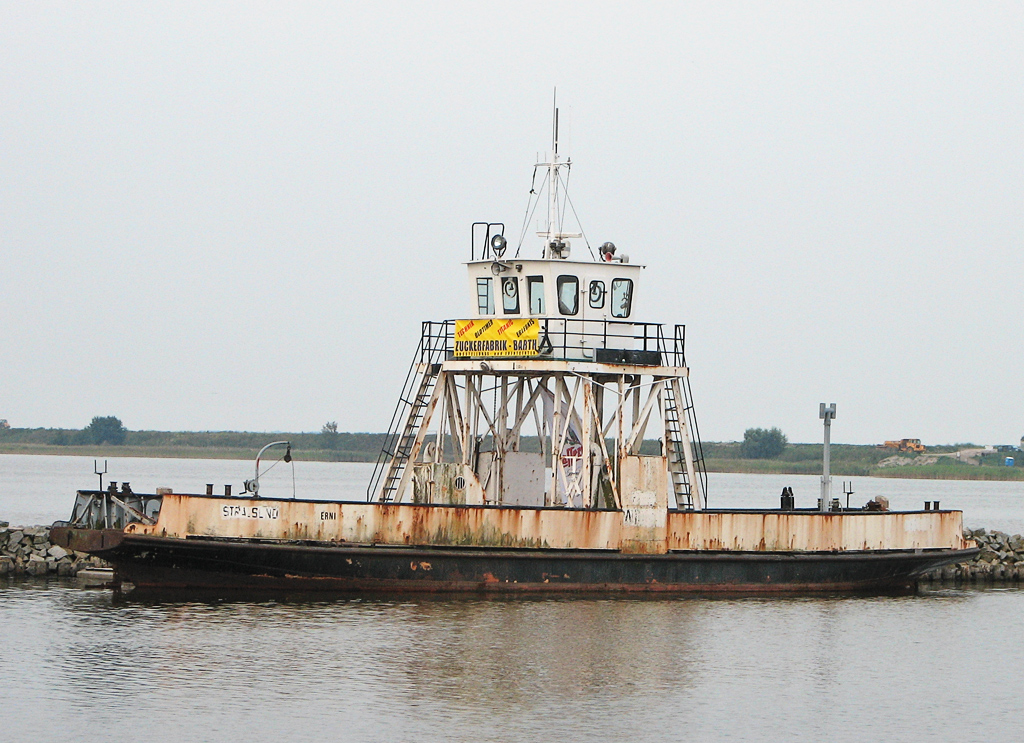
Fährschiff Wittow im Hafen von Barth (2005)

Die Fähren besaßen in der Mitte ein Gleis, auf das jeweils die Lokomotive mit zwei Wagen verladen werden konnten. An den beiden Gleisenden vorn und hinten waren zur Sicherung bei der Überfahrt klappbare Prellböcke vorhanden. Mit Zunahme der Zuglängen mussten die Züge an der Wittower Fähre immer wieder geteilt werden, wodurch sich die Fährverbindung immer mehr zum Engpass entwickelte. Daher wurde 1925 der gebrochene Betrieb mit zwei Zügen auf der Gesamtstrecke eingeführt, wodurch eine Trajektierung der Lokomotiven im Regelbetrieb entfallen konnte. Eine zweite Lokomotive übernahm dann am Fährhof die Weiterbeförderung nach Altenkirchen. Dabei wurden die Reisezugwagen der III. Klasse ausgereiht und deren Fahrgäste mussten umsteigen und zu Fuß übersetzen. Neben der Kleinbahn, die stets vorrangig bedient wurde, beförderten die Fähren regelmäßig auch Fußgänger und Straßenfahrzeuge.
Durch die Einrichtung einer Marinefliegerschule auf der Halbinsel Bug kam am 1. November 1918 eine Anschlussbahn in Betrieb. Die Strecke von Wiek über Dranske auf den Bug musste aber nach Kriegsende wieder eingestellt wurde, weil die Transportmengen zu gering waren. Auch das Projekt der Wiedereröffnung im Dritten Reich, als die Fliegerbasis auf dem Bug expandierte, war nicht erfolgreich, sodass der Streckenzweig ab 1939 wieder zurückgebaut wurde.
Insgesamt blieben die Transportmengen auf der Nordstrecke gering und auch der teure Trajektverkehr sorgte für wirtschaftliche Defizite. Wie schon bei der Weststrecke ging der Transport vermehrt auf den Straßenverkehr über, sodass bis 1970 die Strecke etappenweise stillgelegt wurde. Es kam zum Abbau der Strecken, ihre Trassen werden teilweise als Rad- und Wanderwege genutzt. Große Teile wurden in die landwirtschaftlichen Nutzflächen eingezogen und sind dadurch im Gelände nicht mehr erkennbar. Der Abzweig zur Halbinsel Bug war schon 1955 endgültig eingestellt worden.
1975 gingen die alten Fährschiffe in das Eigentum der Weißen Flotte Stralsund und verkehrten noch bis 1996 für Personen und Straßenfahrzeuge. Mit der Neubeschaffung von größeren Fährschiffen entstand neben den alten Anlegern eine neue Fähranlage. Die originalen Fährportale sind nicht mehr erhalten, konnten aber nach alten Zeichnungen an den alten Stellen neu errichtet werden.

## Betriebsführung

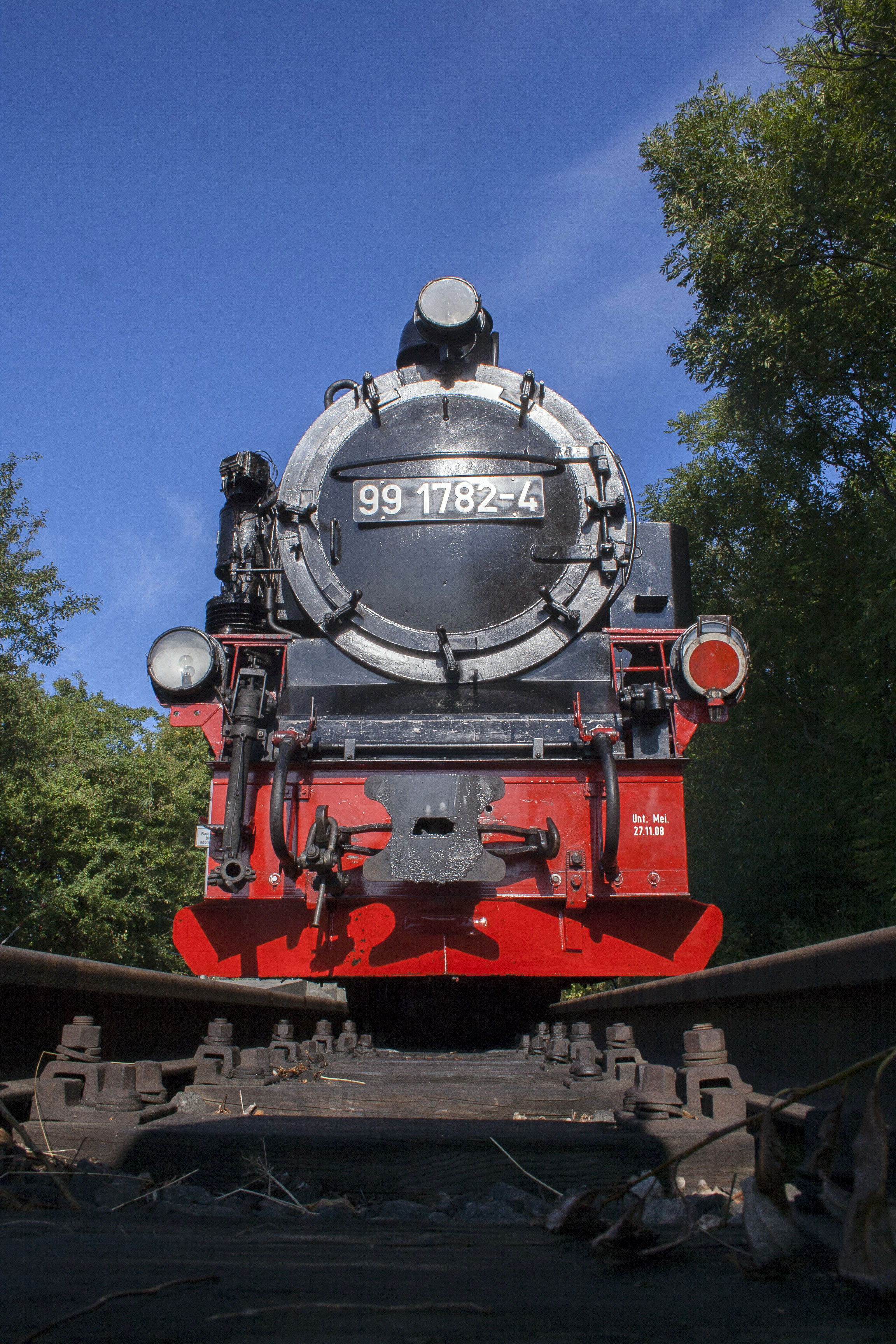
Lok 99 1782 in Lauterbach Mole

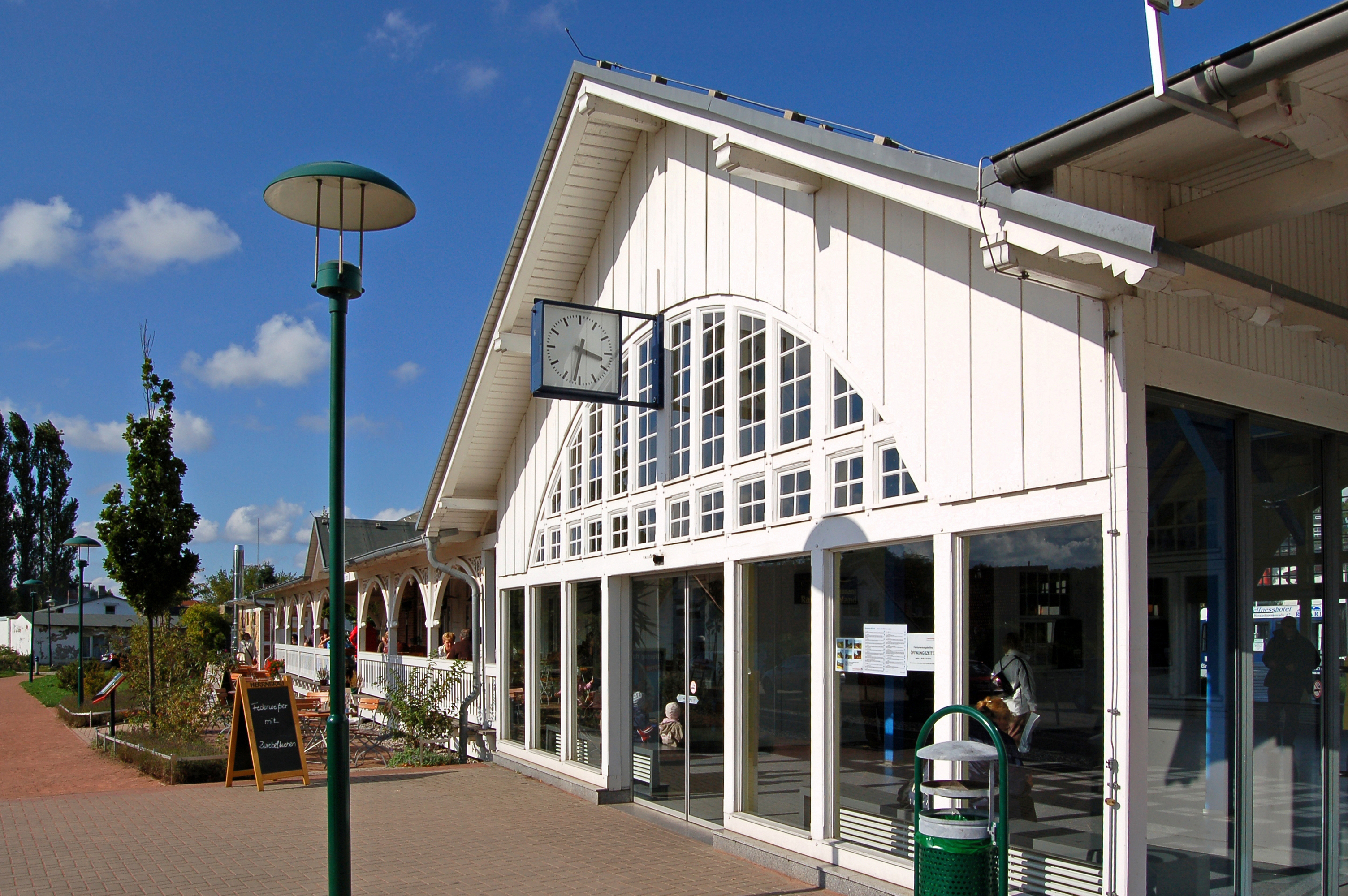
Seit der Wende erfolgten größere Investitionen in die Anlagen, hier der sanierte Bahnhof Binz LB

Wie im Bauvertrag festgelegt, hatte Lenz & Co. nach Fertigstellung der ersten Strecke die Betriebsführung der RüKB für zehn Jahre übernommen. Dafür war vereinbart, dass die Baufirma jährlich 10 % der Brutto-Betriebsüberschüsse erhalten sollte. Nach Ablauf des Vertrags übernahm am 1. April 1910 die Kleinbahnabteilung des Provinzialverbands von Pommern die Betriebsführung, während die Verwaltung weiter in Putbus verblieb. Weitere zehn Jahre später gab es den nächsten Betreiberwechsel zur 1919 gegründeten „Vereinigung vorpommerscher Kleinbahnen GmBH“. In der Mangelzeit nach dem Krieg mit ausbleibenden Kohlelieferungen musste der Betrieb zeitweise eingestellt werden, sodass die Verkehrsleistungen und damit die Erlöse zurückgingen. Aufgrund der starken Inflation entstanden betriebliche Verluste von über eine Milliarde Mark, wodurch die Bahn an den Rand der Existenz kam. Mitte der 1920er Jahre nahmen die Verkehrszahlen wieder zu und die finanzielle Situation verbesserte sich durch ein Darlehen, was sich auf Investitionen im Baubestand und dem Fahrzeugpark auswirkte.
1937 übernahm die Landesbahndirektion Pommern die Betriebsführung der Kleinbahn. Der politisch erzwungene Zusammenschluss von 24 Kleinbahngesellschaften zu den „Pommerschen Landesbahnen“ führte zur offiziellen Auflösung der RüKB zum 1. Januar 1940.
Nach dem Krieg gingen zum 1. Januar 1949 die Landesbahnen in das Eigentum der Deutschen Reichsbahn über. Die Zunahme des Urlauberverkehrs brachte der Insel und der Bahn einen starken Aufschwung. Da Binz aufgrund des Abbaues als Reparationsleistung nicht mehr über die Hauptbahn erreichbar war, mussten Reisende mit der Kleinbahn über Putbus anreisen. Der Mehrbedarf an Personenwagen musste durch Umsetzung von Wagen von den Sächsischen Schmalspurbahnen gedeckt werden. Mit der Zunahme des Güterverkehrs mussten die Kapazitäten erneut durch Wagen und auch Lokomotiven aus Sachsen verstärkt werden. Diese positive Entwicklung kam Mitte der 1960er Jahre durch die zunehmende Motorisierung zum Ende, sodass der Betrieb durch die nachlassende Nachfrage nicht mehr wirtschaftlich zu bewältigen war. Der lange Betrieb auf Verschleiß ohne nachhaltige Unterhaltung von Rollmaterial und Infrastruktur führte zu den beschriebenen Streckenstilllegungen.
Um auch die verbliebene Oststrecke zu erhalten, stellte der Rat des Bezirks Rostock 1976 die Strecke unter Denkmalschutz. Die Initiative des Deutschen Modelleisenbahn-Verbands der DDR brachte Mitglieder zu Arbeitseinsätzen auf Rügen, um den Rest des Schmalspurnetzes zu erhalten. Die erneute Gefährdung der Auflösung durch die Wende in der DDR konnte durch die Gründung des Fördervereins zur Erhaltung der Rügenschen Kleinbahn abgewendet werden. Als der Zusammenschluss von DR und DB am 1. Januar 1994 die Deutsche Bahn AG zum neuen Eigentümer machte, drohte erneut das Aus, da sich die Deutsche Bahn von den Schmalspurbahnen mit dem aufwändigen Dampflokomotivbetrieb trennen wollte. Zum Erhalt und der weiteren Betriebsführung gründete die Karsdorfer Eisenbahngesellschaft (KEG) zum 1. Januar 1996 die private „Rügensche Kleinbahn GmbH &Co.“, wobei aber der Fahrzeugpark und die Immobilien beim Landkreis Vorpommern-Rügen blieben. In diese Zeit fiel die Erweiterung der Streckenführung bis nach Lauterbach Mole.
Nach der Insolvenz der KEG gab es langen Streit über die Betriebsführung der RüGB GmbH zwischen den neuen Eigentümern und der Verkehrsgesellschaft Mecklenburg-Vorpommern als Aufgabenträger. Letztendlich übernahm die Eisenbahn-Bau- und Betriebsgesellschaft Pressnitztalbahn (PRESS) den Betrieb der Kleinbahn und führt diese unter dem Namen „Rügensche Bäderbahn“. Zum 1. Juni 2008 ging auch die Verantwortung für die Infrastruktur an die PRESS über, sodass nun wieder in Hochbauten, Strecke und Fahrzeuge investiert werden kann.
Die Verbindung zwischen Putbus und Göhren wird als Linie RB 32 geführt; die Freifahrt für Schwerbehinderte wird anerkannt. Ganzjährig verkehren die Züge zweistündlich zwischen Putbus und Göhren, dafür werden zwei Zugeinheiten benötigt. Zwischen Ende Mai und Mitte Oktober verdichtet eine dritte Zuggarnitur den Fahrplan zwischen Binz und Göhren auf einen Stundentakt.
In Putbus wurde am 24. Mai 2024 im nördlichen Bahnhofsbereich eine neue Werkstatt eröffnet.

## Fahrzeuge
Auf der Bahn wurden zunächst zweiachsige Dampflokomotiven der Lenz-Typen n und m eingesetzt, später auch dreiachsige Lokomotiven des Typs o sowie vierachsige der Typen nn und Mh. Auch eine preußische T 36 kam nach Rügen. Die älteste in Betrieb befindliche Lokomotive (99 4632) wurde 1914 bei der AG Vulcan Stettin gebaut. Die ältesten im Einsatz befindlichen Wagen wurden 1905 in Görlitz (Wagen 971-216) und bei Beuchelt & Co. im schlesischen Grünberg (Wagen 971-214) gefertigt.
| Typ/Baureihe | Betriebsnummer | Betriebsnummer          | Betriebsnummer      | Bauart   | Baujahr    | Bemerkung                                               |
| Typ/Baureihe | RüKB           | Pommersche Landesbahnen | Deutsche Reichsbahn | Bauart   | Baujahr    | Bemerkung                                               |
| ------------ | -------------- | ----------------------- | ------------------- | -------- | ---------- | ------------------------------------------------------- |
| Lenz-Typ n   | 1n–6n          | 201, 202                | –                   | B n2t    | 1895–1896  | bis 1942 ausgemustert                                   |
| Lenz-Typ m   | 7m–9m          | 203–205                 | 99 4602, 4603       | B n2t    | 1896, 1912 |                                                         |
| Typ o        | 11o–12o        | 221, 222                | –                   | C n2t    | 1902, 1910 | 1928 von Altmärkischer Kleinbahn; ca. 1947 ausgemustert |
| Lenz-Typ nn  | 31nn–35nn      | 241–245                 | 99 4521–4525        | B’B n4vt | 1902–1911  |                                                         |
| Typ M        | 51M–52M        | 257, 258                | 99 4631, 4632       | D n2t    | 1913–1914  |                                                         |
| Typ Mh       | 53M            | 259                     | 99 4633             | D h2t    | 1925       |                                                         |
| pr. T 36     | –              | 265                     | 99 4621             | C2’ n2t  | 1901       |                                                         |
| Triebwagen   | T 1            | 1082                    |                     | (1A)(A1) | 1936       | 1942 an Greifswald–Jarmener Kleinbahn                   |

### Deutsche Reichsbahn
Nach der Übernahme der Strecke durch die Deutsche Reichsbahn kamen Lokomotiven anderer Bahnen hinzu, manche nur für kurze Zeit, so die Baureihen 99451, 99453, 99464, 99465 und 99480, vor allem aber die Baureihe 9951–60, die sächsische IV K, ab den 1980er Jahren auch Neubauloks der Baureihe 9977–79. Letztere sind neben Lokomotiven des Lenz-Typs M und der Baureihe 99480 auch heute noch vorhanden. Seit 1965 gab es auch Diesellokomotiven, vornehmlich für Rangieraufgaben, zunächst zwei ehemalige Heeresfeldbahn-Kleinlokomotiven, von denen eine noch vorhanden ist.
Im Rügenschen Schmalspurnetz wurde von Anfang an die Görlitzer Gewichtsbremse verwendet. 1965 begann die Umstellung auf Druckluftbremse, allerdings wurden nur die Fahrzeuge für den Streckenabschnitt Putbus–Göhren einbezogen. Bei den aus Sachsen stammenden Lokomotiven der Reihe IV K mussten die erforderlichen Luftbehälter wegen des Platzmangels in Fahrzeuglängsrichtung auf dem Langkessel untergebracht werden. Im Gegensatz zu vielen anderen Schmalspurstrecken sind die Leitungskupplungen an den Fahrzeugen symmetrisch angeordnet. Da die ursprünglichen Maschinen keine Zugheizanschlüsse hatten, mussten die Personenwagen mit Öfen ausgerüstet werden. Auch die seit den 1960er Jahren von sächsischen Strecken umgesetzten Wagen wurden mit Öfen nachgerüstet. Von Anfang an werden Ausgleichskupplungen benutzt. Bei den sächsischen Wagen blieben die schwenkbaren, von den Drehgestellen geführten Kupplungsschäfte erhalten. Einen Betrieb mit Rollfahrzeugen gab es nie.

### Die Zeit danach
Zeitweise waren in den 1990er Jahren auch verschiedene Dampflokomotiven aus Privatbesitz auf der Strecke unterwegs.
Seit 1998 fährt auch die von der Deutschen Bundesbahn stammende V 51 901 auf Rügen.

### Rügensche Bäderbahn
Der Übergangsverkehr ab dem 21. März 2008 erfolgte mit der Diesellokomotive 199 008 der IG Pressnitztalbahn und den Dampflokomotiven 99 773 der SDG sowie 99 787 der Sächsisch-Oberlausitzer Eisenbahngesellschaft (SOEG). Gepäck- und Reisezugwagen wurden von der SDG und SOEG angemietet. Nachdem der Betrieb mit Leihfahrzeugen zu Beginn des Winterfahrplans 2008/09 beendet wurde, wurden die Fahrzeuge wieder nach Sachsen zurückgebracht.
Als neue Lok ist seit Oktober 2008 die ehemalige Lok 7 der Mansfelder Bergwerksbahn unter der Nummer 99 4011 im Einsatz. Seit 2011 ist die 99 781 auf Rügen im Einsatz. Sie war 1992 an das DB-Museum Nürnberg abgegeben worden und wurde durch die Preßnitztalbahn 2006 wieder nach Sachsen zurückgebracht. 2010 verkaufte die Press die Lokomotive an den Landkreis Rügen, dieser überließ sie der RüBB als Leihgabe. Im DLW Meiningen bekam sie unter anderem neue Wasserkästen und einen neuen Kohlekasten.
Im Oktober 2013 feierte die RüBB das fünfjährige Bestehen. Zwischen dem 11. und 13. Oktober gab es ein Fotowochenende. Als Gastlok wurde die 99 608 der SDG nach Rügen überführt. Sie war die achtzehnte auf Rügen eingesetzte IV K. Am 14. Oktober bespannte die Maschine noch den ersten Zug von Putbus nach Göhren und zurück. Das war der erste Einsatz einer IV K mit planmäßigen Personenzügen auf Rügen seit 1969.
Seit dem 10. Juli 2014 gehören die bis dahin in Privatbesitz befindlichen Lokomotiven 99 783 und 99 594 der PRESS. Diese standen lange Zeit auf einem Abstellgleis in Putbus und sollten nun zunächst optisch aufgearbeitet werden. Vom 10. bis zum 12. Oktober 2014 fand das zweite Fanwochenende für die Eisenbahnfans statt. Als Gastlok wurde die 99 4511 überführt. Zusätzlich wurden passende Personenwagen auf die Insel gebracht, die Mh 53 wurde wieder schwarz-rot lackiert und mit ihrer DR-Nummer 99 4633 beschildert.
Zum 31. Oktober 2014 wurde die 99 594 an den IG Preßnitztalbahn e. V. verkauft und am 2. Dezember 2014 von der Insel gebracht. Die Aquarius C wurde im Dezember 2016 von der PRESS an den Club 760 verkauft. Sie wurde nach Österreich transportiert.
Die 99 783 wurde äußerlich aufgearbeitet und im Pommerschen Kleinbahnmuseum in Putbus ausgestellt. Anfang Februar 2015 wurde sie von der Insel nach Glauchau abtransportiert. Seitdem wurde sie in Glauchau neben der 99 594 auf einem Schmalspurtransportwagen ausgestellt. Im Frühsommer 2020 kehrte die 99 783 von der Aufarbeitung im Dampflokwerk Meiningen nach Rügen zurück und wird seither in Plandienst genutzt.

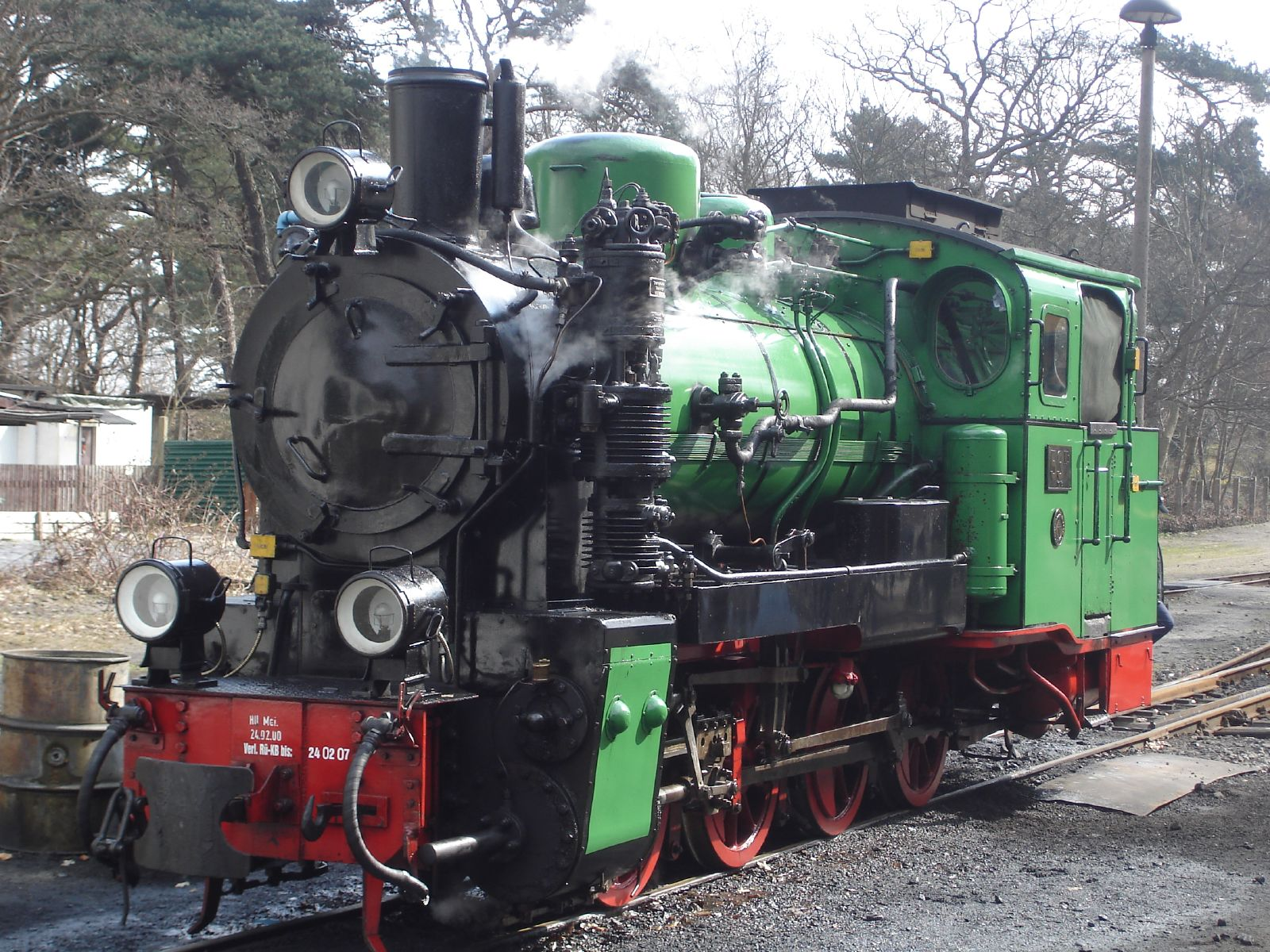
RüKB-Lok 53 (Lenz-Typ Mh), gebaut bei Vulcan, Stettin 1925
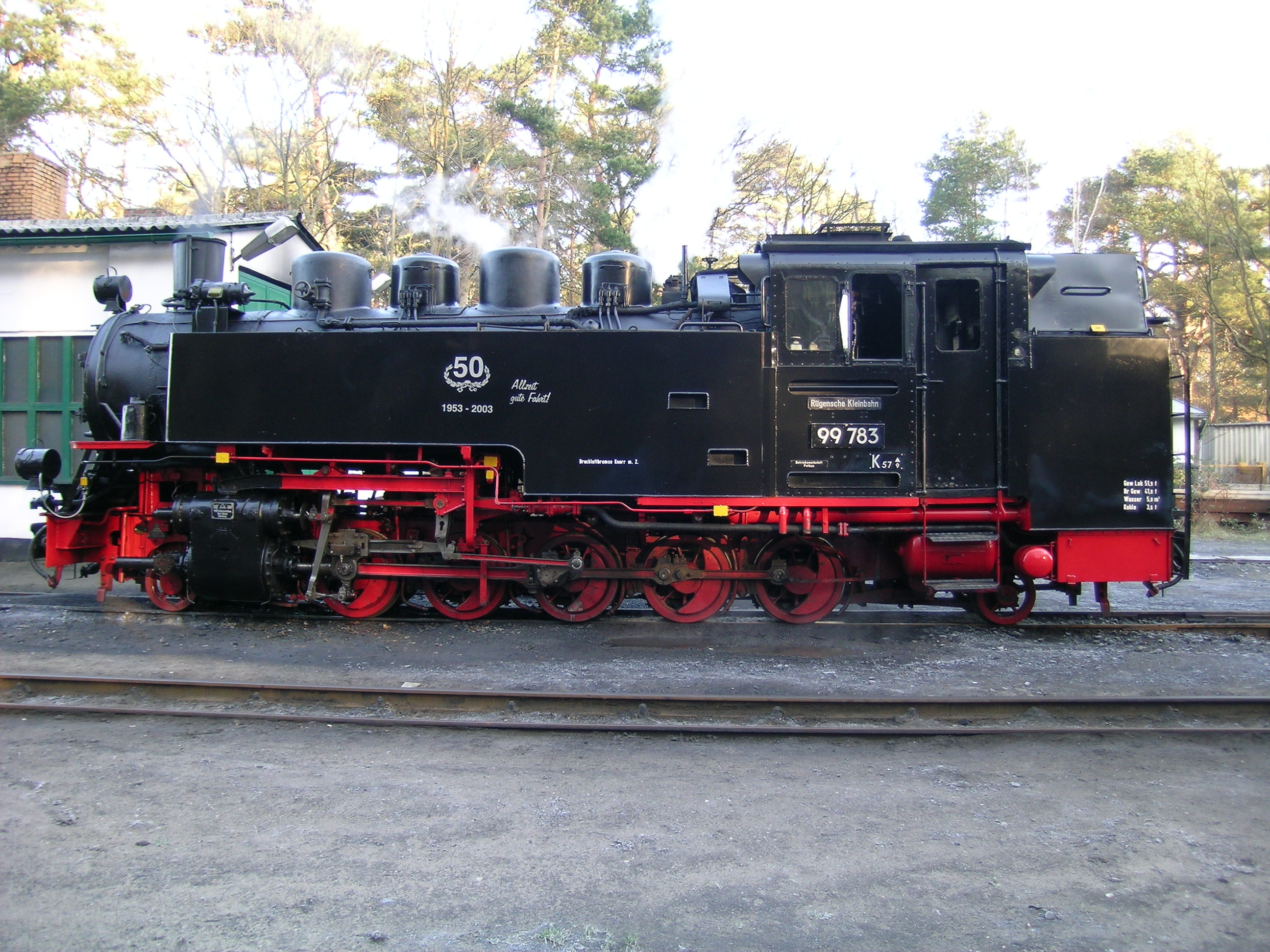
Lokomotive der Baureihe 99.77–79
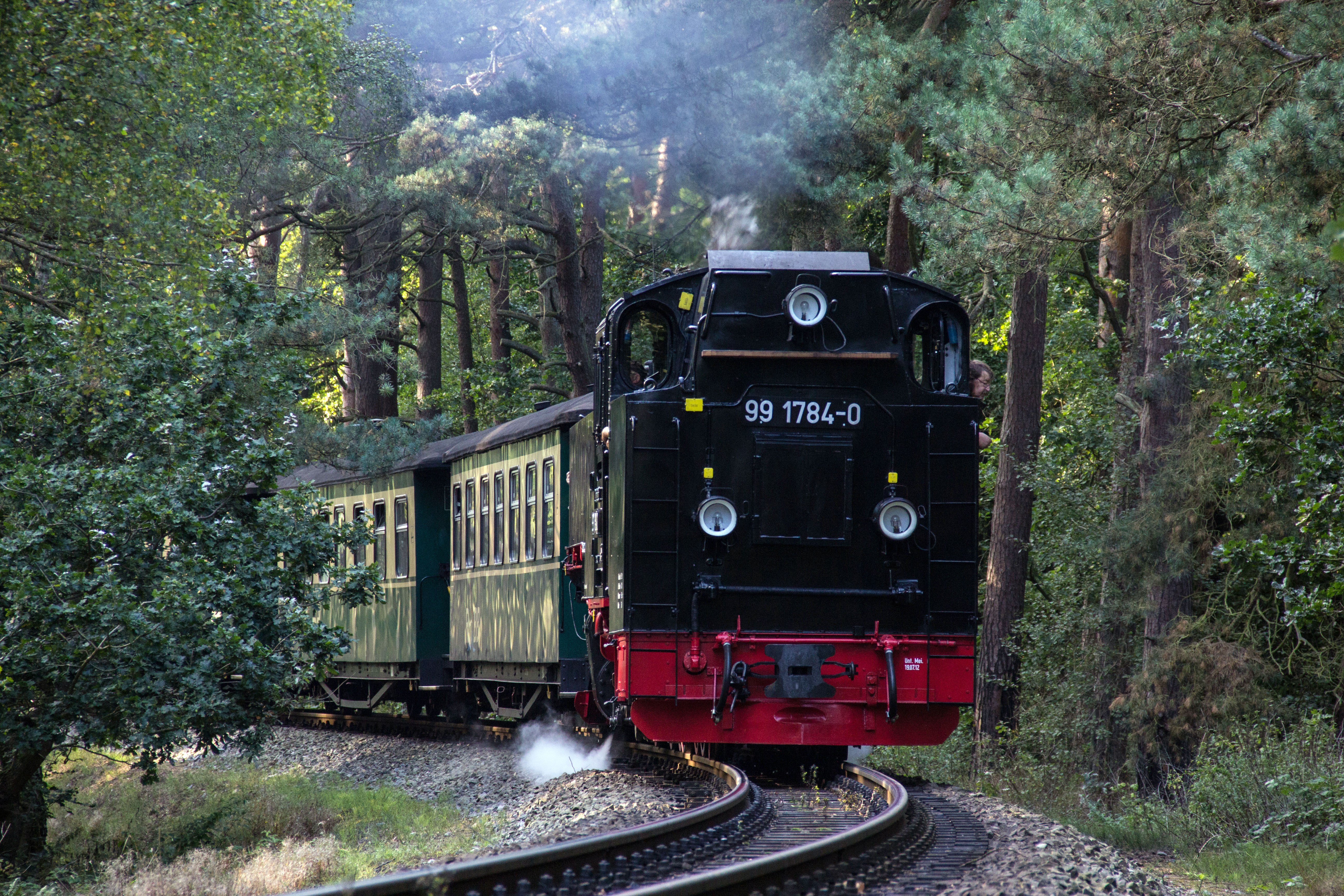
Personenzug Putbus–Göhren bei Sellin
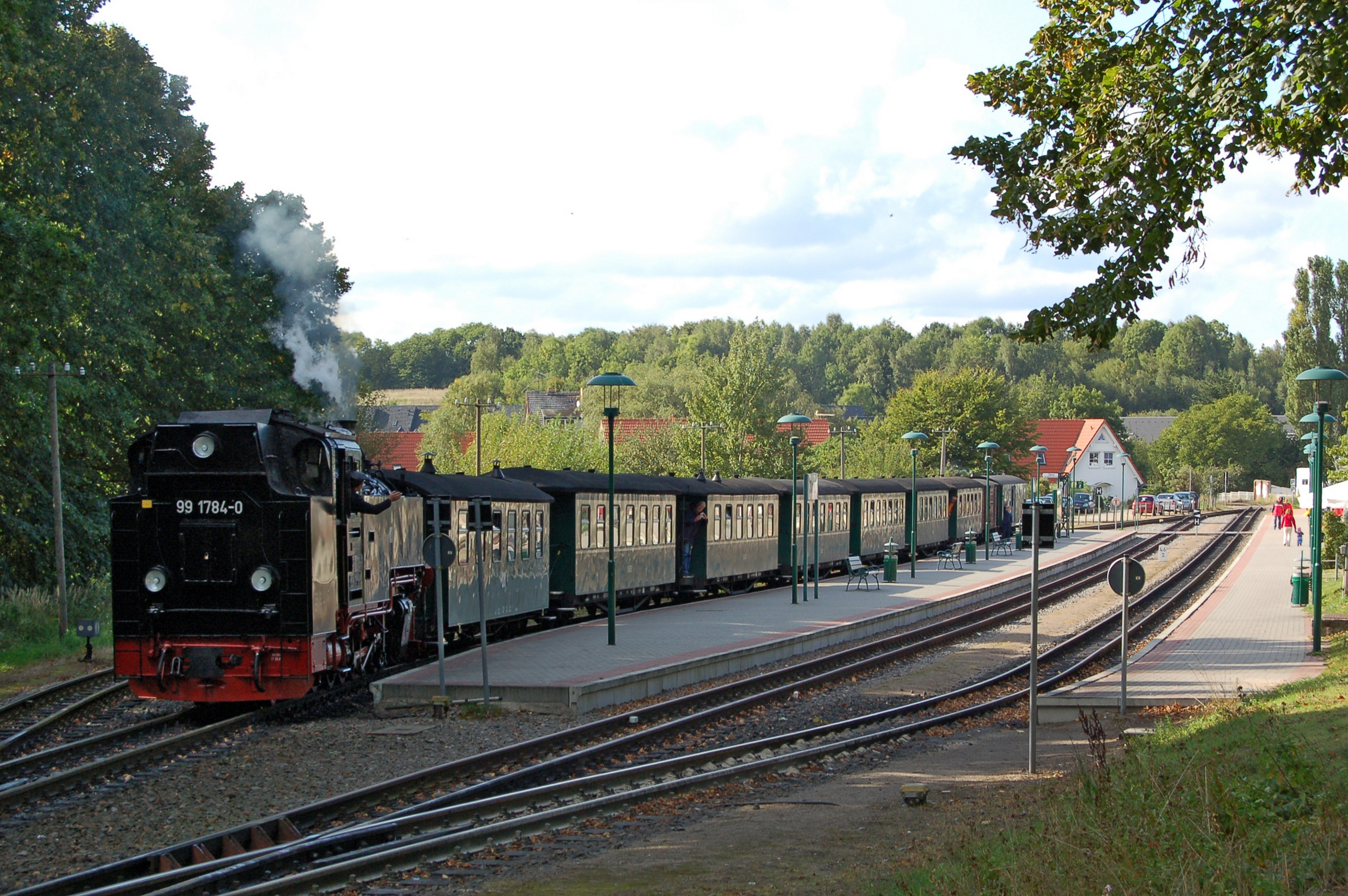
Personenzug mit Dampflokomotive im Bahnhof Binz LB
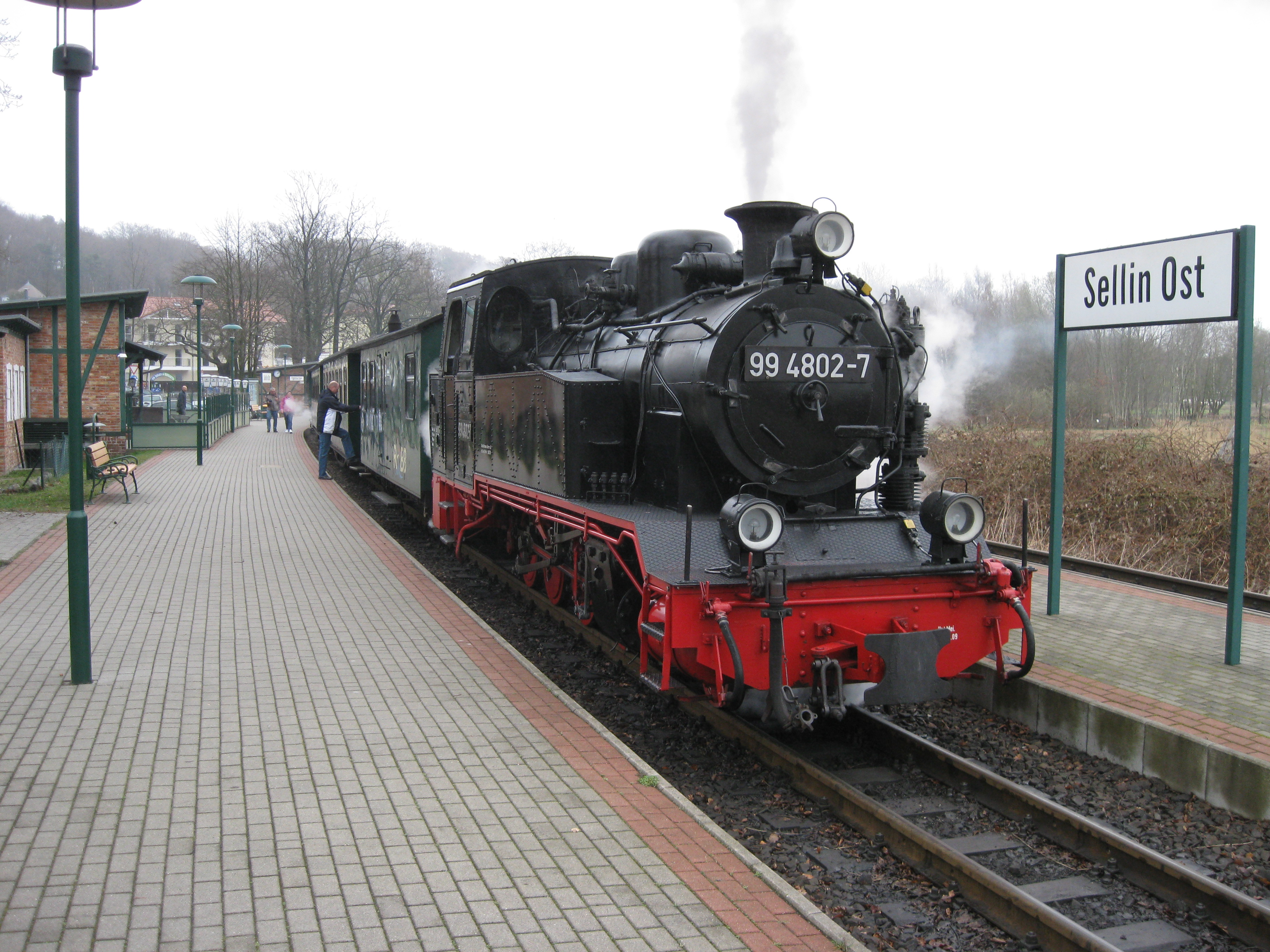
Lok 99 4802 im Bahnhof Sellin Ost unter Dampf
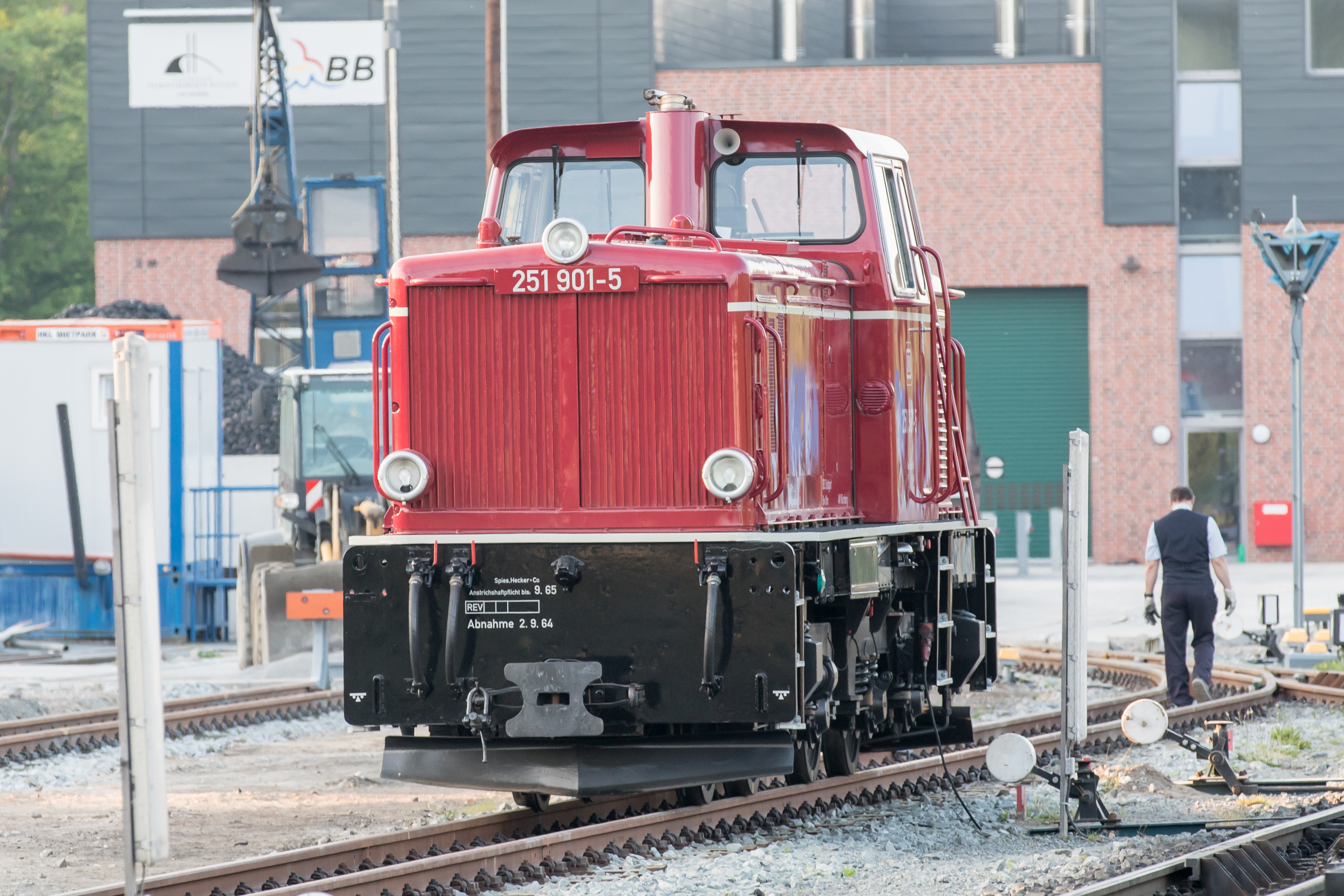
251 901 im Mai 2024 in Putbus
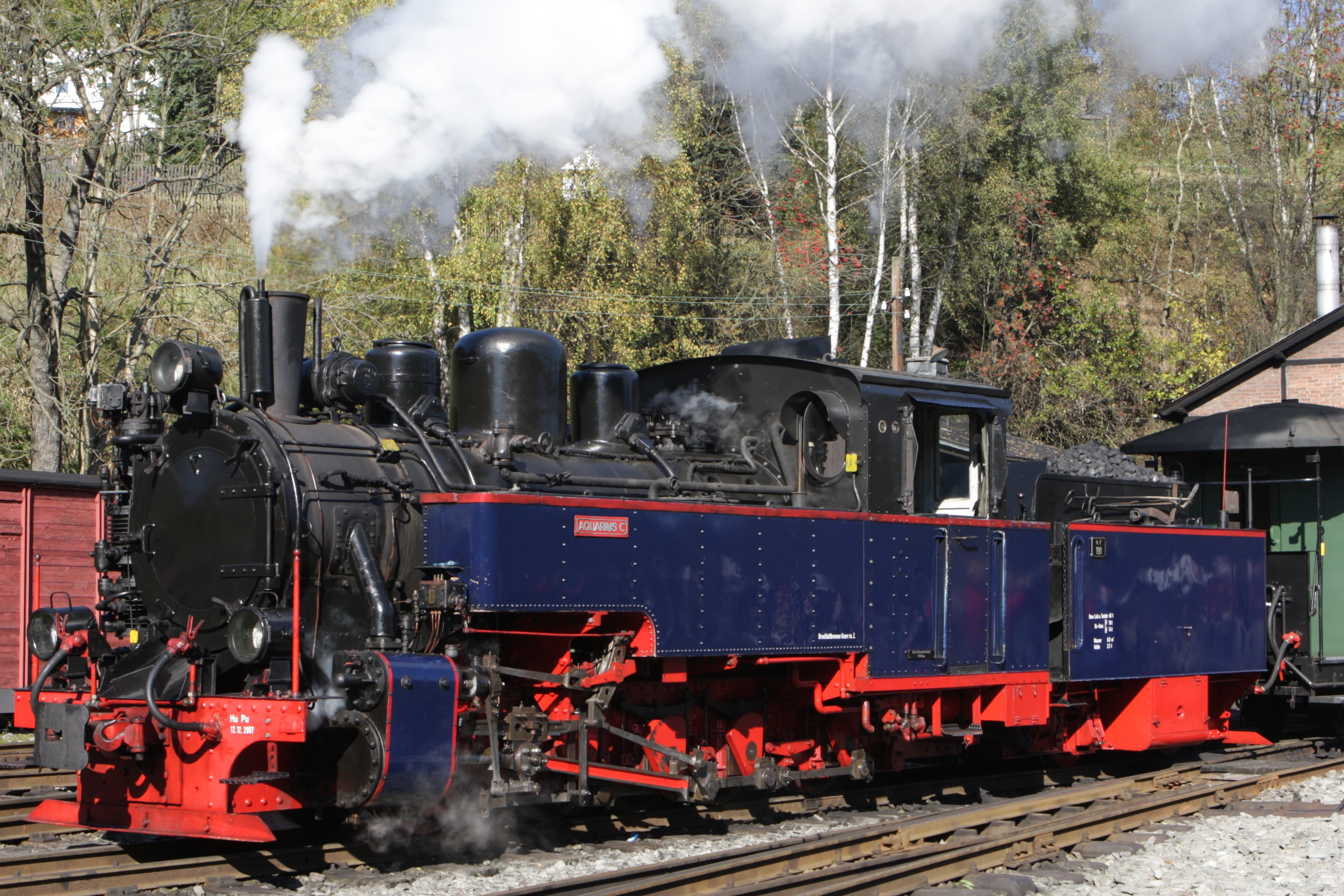
AQUARIUS C, hier in Sachsen
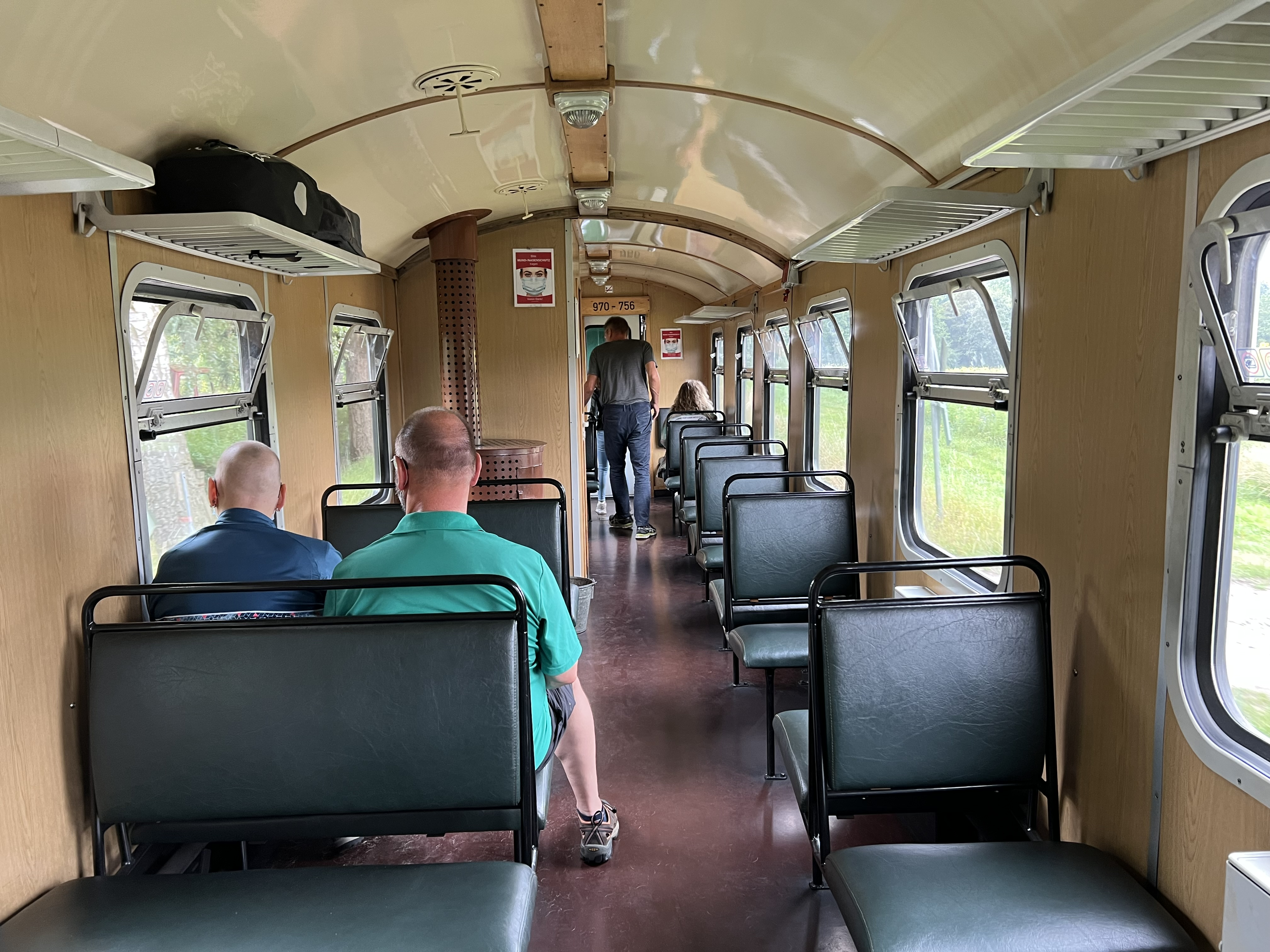
Innenraum eines Modernisierungswagens
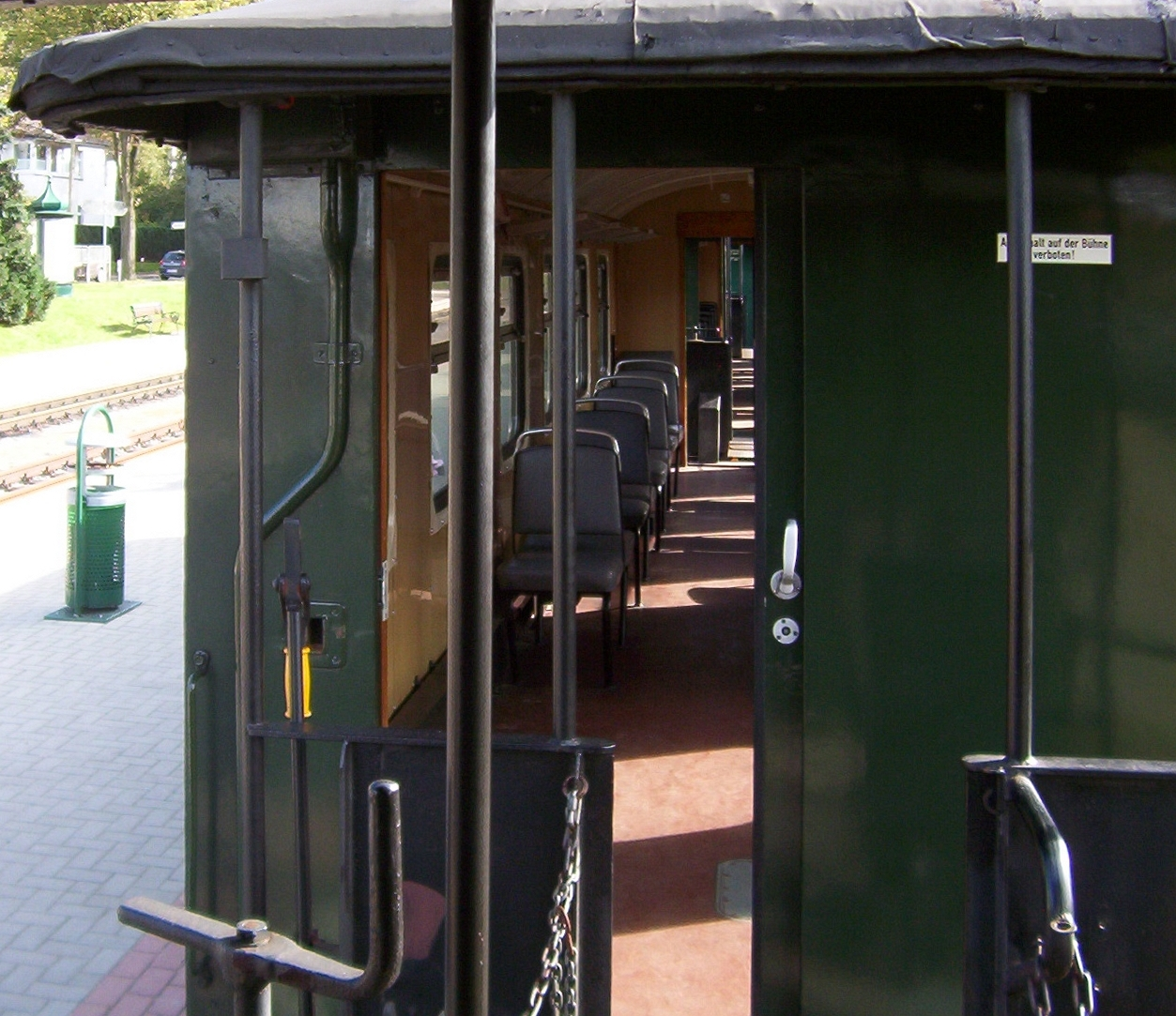
Wageninneres von der Plattform aus gesehen
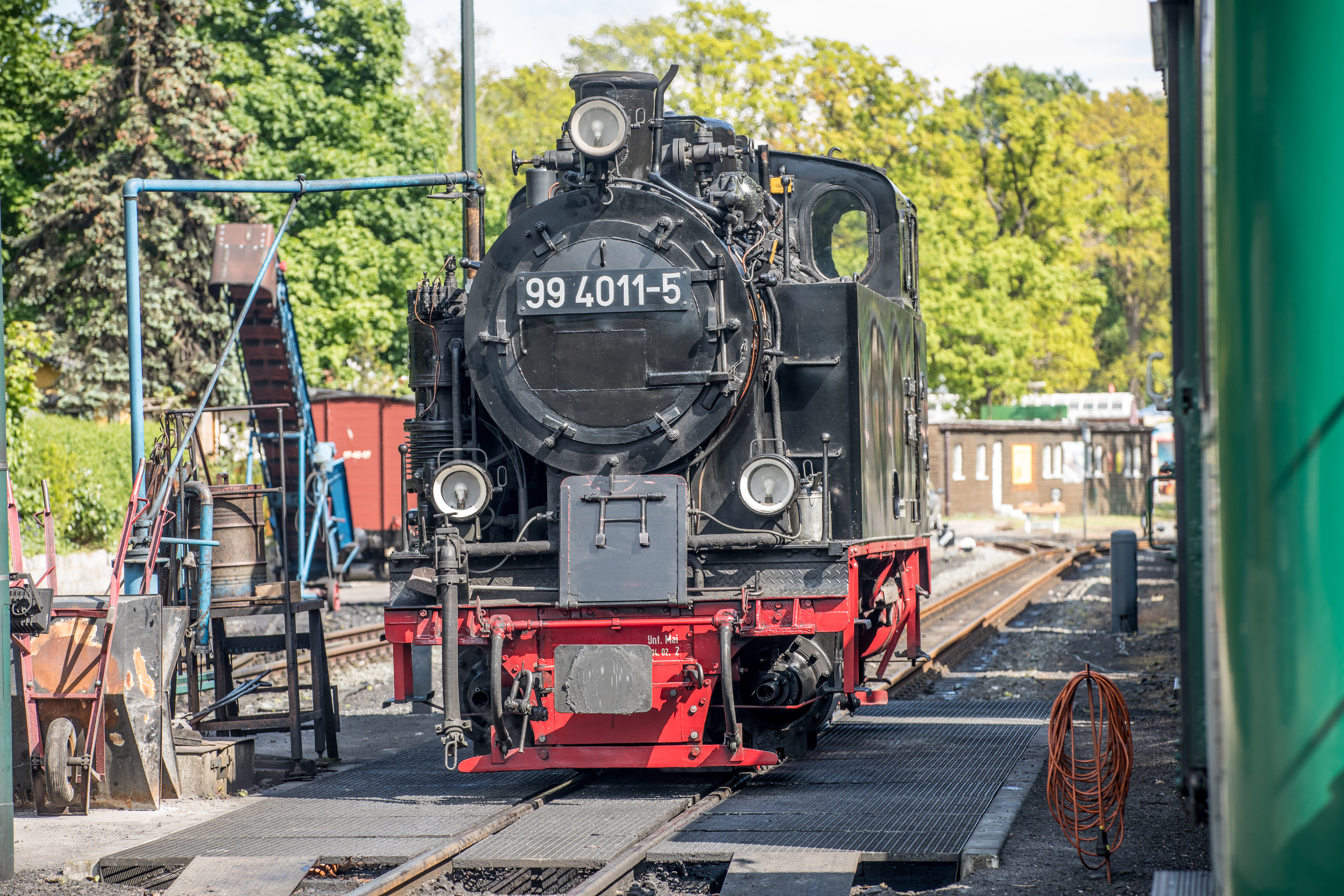
Mansfeld AG Nr. 7 als 99 4011

| Betriebsnummer | Herkunft                          | Betriebsfähigkeit |
| -------------- | --------------------------------- | ----------------- |
| 99 4632-8      | Lenz-Typ M                        | ja                |
| 99 4633-6      | Lenz Typ Mh                       | ja                |
| 99 4801-9      | KJI Nr. 20 und 21                 | ja                |
| 99 4802-7      | KJI Nr. 20 und 21                 | ja                |
| 99 1781-6      | DR-Baureihe 99.77–79              | ja                |
| 99 1782-4      | DR-Baureihe 99.77–79              | ja                |
| 99 1783-2      | DR-Baureihe 99.77–79              | ja                |
| 99 1784-0      | DR-Baureihe 99.77–79              | ja                |
| 99 783         | DR-Baureihe 99.77–79              | ja                |
| 99 4011-5      | Mansfeld AG Nr. 7                 | ja                |
| Köf 6003       | Heeresfeldbahnlokomotive HF 130 C | ja                |
| 251 901-5      | DB-Baureihe V 51                  | ja                |

## Sonstiges
Im DEFA-Film Heißer Sommer sind Filmszenen aus dem letzten Betriebsjahr auf der Strecke Altefähr–Putbus zu sehen.